# Giorgione

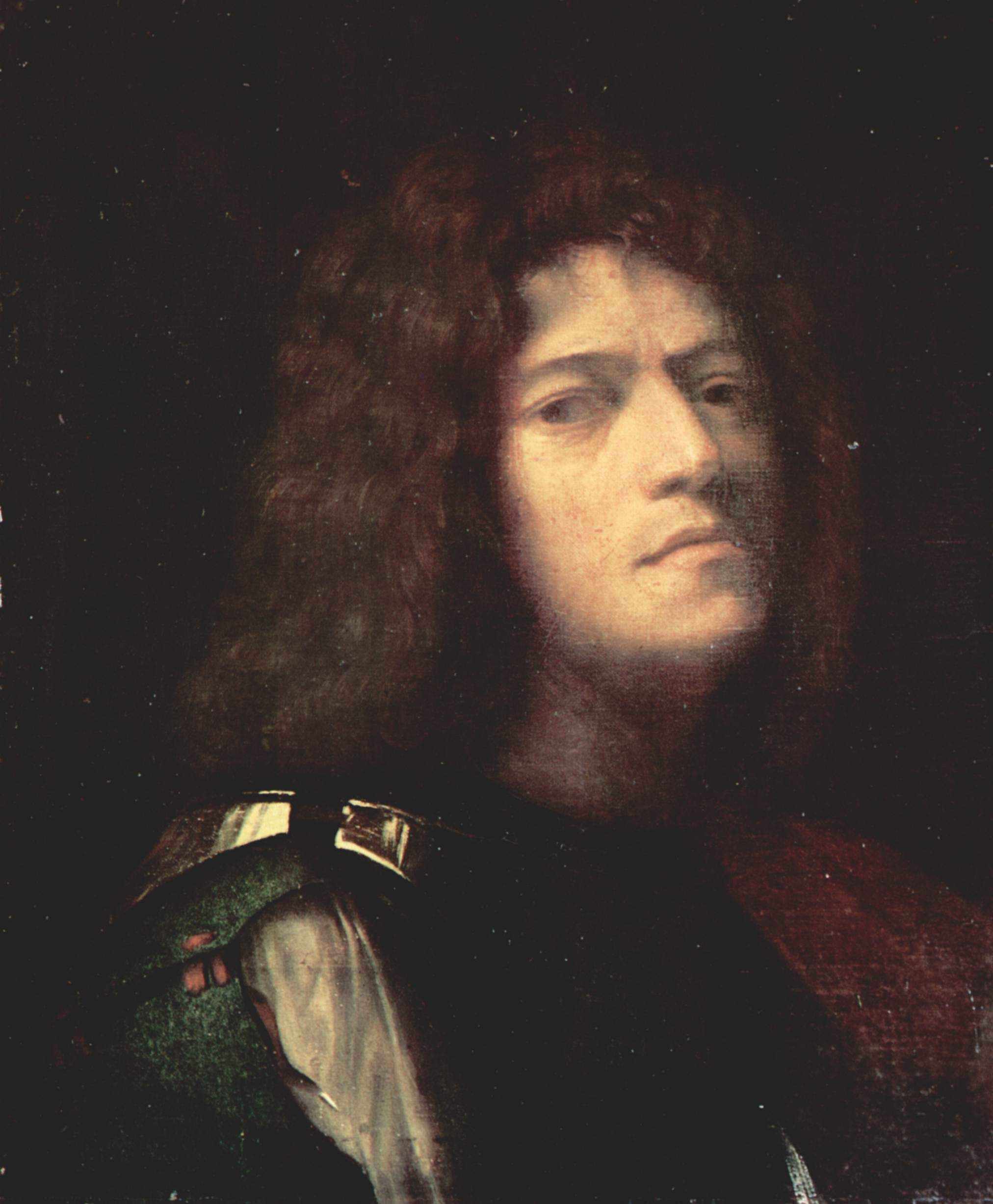
Giorgione - Presupus autoportret, alegoric reprezentat ca o întruchipare a chipului lui David (circa 1509 - 1510), Braunschweig, Herzog Anton Ulrich-Museum

Giorgio Barbarelli Zorzo da Castelfranco, sau Zorzi da Castelfranco, cunoscut mai ales ca Giorgione (n. 1477 sau 1478, Castelfranco Veneto - d. 1510, Veneția) a fost un pictor italian venețian, unul dintre cei mai importanți reprezentanți ai Renașterii venețiene.
Giorgione este cel mai enigmatic pictor al Renașterii. Nu dispunem decât de puține documente despre viața acestui artist, care, deși a murit timpuriu, la vârsta de abia treizeci și trei de ani, s-a bucurat de mare popularitate încă în timpul vieții. Numele lui apare pe verso-ul așa-numitului "Portret al Laurei" din anul 1506, în două documente în legătură cu o comandă pentru sala de audiențe în Palatul Dogilor, din 1507 și 1508, precum și în actele cu privire la frescele reședinței Fondaco dei Tedeschi. Golul de informații a fost umplut de legende, care au adâncit misterul vieții sale. Un lucru este sigur în privința pictorului venețian: fără el nudul de femeie, ca și rolul culorii în pictura europeană ar fi altfel de cum le cunoaștem astăzi. Piero della Francesca și Giovanni Bellini relevaseră deja posibilitățile nelimitate ale culorii, dar numai Giorgione a eliberat-o de dominația desenului. Consecințele acestei revoluții au fost de o uriașă însemnătate. În fața pictorilor s-au deschis teritorii noi, artiști doritori de înnoire, Tițian, Velazquez, Cézanne, au pornit la cucerirea acestor tărâmuri din lumea culorilor.
În timpul vieții, maestrului din Castelfranco i se spunea Giorgio sau Zorzi (în dialect venețian). Fiind din ce în ce mai prețuit pentru picturile sale, cu timpul a fost numit Giorgione ("marele Giorgio"). Augmentativul apare pentru prima oară la Paolo Pino, în ale sale Dialoghi della Pittura, publicate la Veneția în 1548.În legătură cu acest supranume, Vasari scrie: "Datorită ținutei sale superbe și a spiritului său nobil, a fost numit Giorgione".

## Viața și opera
Giorgione s-a născut în 1477 sau 1478 în Castelfranco, orășel situat între Vicenza și Treviso. Nu se știe cu precizie ce vârstă avea când a sosit la Veneția. După cele scrise de Vasari în "Viața celor mai iluștri pictori, sculptori și arhitecți", Giorgione ar fi lucrat la început, aproximativ în perioada dintre anii 1485 și 1490, în atelierul lui Giovanni Bellini, în acel timp unul dintre cei mai cunoscuți maeștri ai școlii venețiene. Tânărul Giorgio învață acolo tehnica redării luminii prin culoare, tehnică introdusă de Antonello da Messina (cca. 1430-1479) și este influențat indirect, prin intermediul atelierului Bellini, de viziunea plastică a lui Andrea Mantegna. Dar nu putem exclude nici influența lui Vittorio Carpaccio (1460-cca. 1525) și a inovațiilor sale în arta plastică.

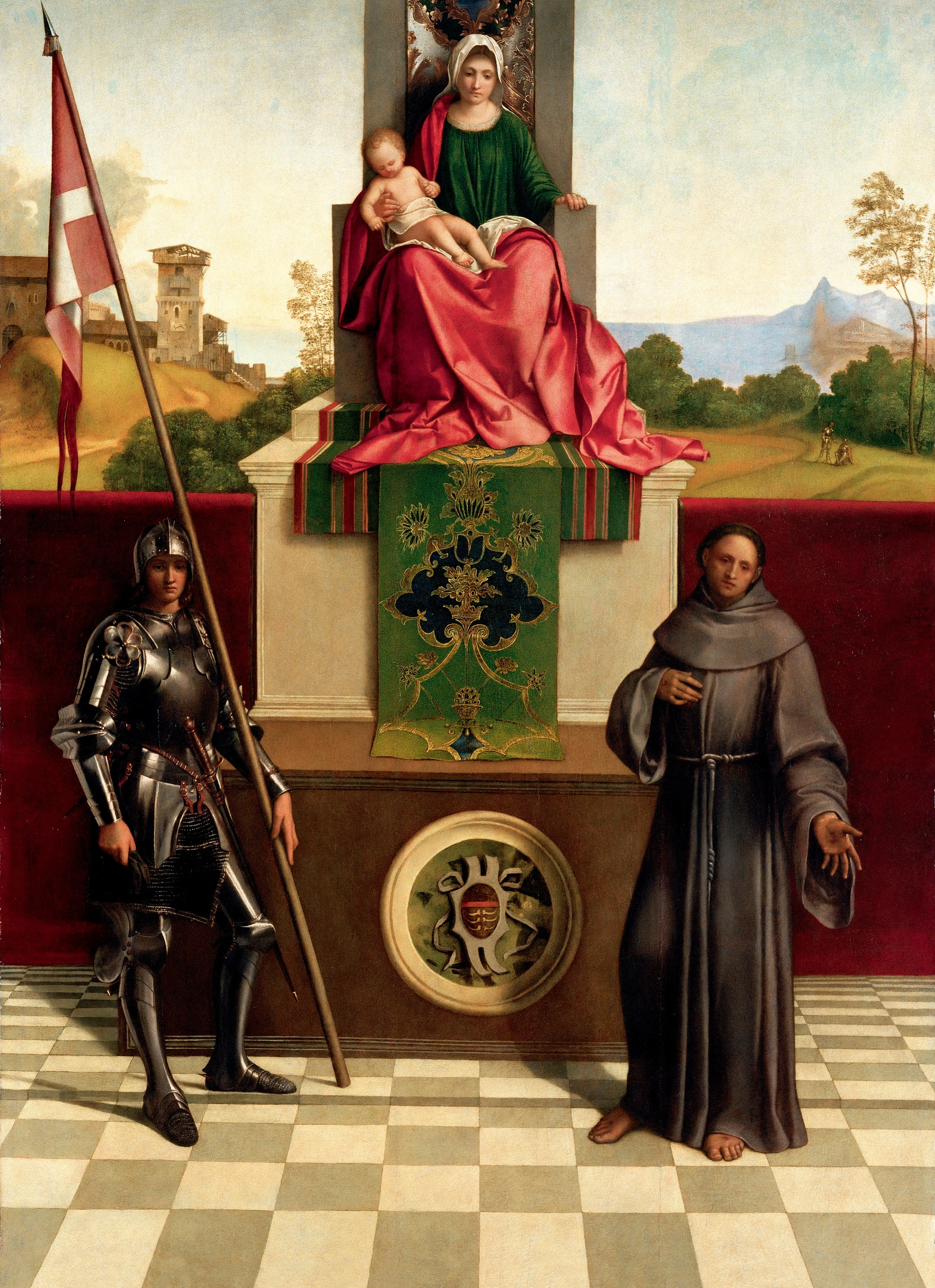
Giorgione: Madonna din Castelfranco

Vasari notează că, atunci când a descoperit operele lui Leonardo da Vinci, Giorgione a fost atât de entuziasmat de stilul acestuia încât "toată viața lui ar fi dorit să fie aproape de el". Tehnica de "sfumato", tipică lui da Vinci, este, se pare, cea care l-a atras pe Giorgione Influența s-a datorat probabil prezenței lui Leonardo la Veneția în anul 1501. Pe tânărul pictor îl interesează și artiștii care trăiesc în afara Republicii Venete. Este de presupus că Giorgione a luat contact și cu pictura lui Perugino (1450-1523) care a vizitat Veneția în 1494. În sfârșit, pictura flamandă, aflată la mare cinste la Veneția, a influențat de asemenea activitatea artistică a lui Giorgione.

### Madonna din Castelfranco
Talentul lui Giorgione s-a manifestat pentru prima dată în 1504, când a realizat tabloul de altar pentru catedrala San Liberale din Castelfranco, la comanda condotierului Tuzio Costanzo. Paternitatea acestui tablou pictat în ulei pe lemn nu mai trezește azi nici o îndoială. Se poate constata că artistul tratează tema tradițională (Madonna cu Pruncul Iisus și doi sfinți) într-un fel diferit de modalitățile anterioare. Spațiul sacral, Madonna cu Pruncul pe un tron "absurd de abrupt", este despărțit de peisajul de fond printr-o draperie roșie de catifea. Înălțimea tronului permite pe de altă parte legătura motivică dintre Madonna și peisaj. Îndepărtându-se de schematismul lui Bellini, Giorgione își manifestă acum independența. Perioada studiilor sale se încheie, în acest mod, definitiv. O anumită clasicitate în aranjamente, așa cum se manifestă ea aici prin echilibrul volumelor, frontalitatea figurilor și compoziția în planuri paralele față de primul plan, va caracteriza însă și opera de maturitate a lui Giorgione. Revoluționară este uniformizarea reprezentării prin regia luminii. În activitatea sa de mai târziu temele religioase apar din ce în ce mai rar, cedând locul tematicii laice. Primei perioade de creație a artistului îi aparține și tabloul Judita.

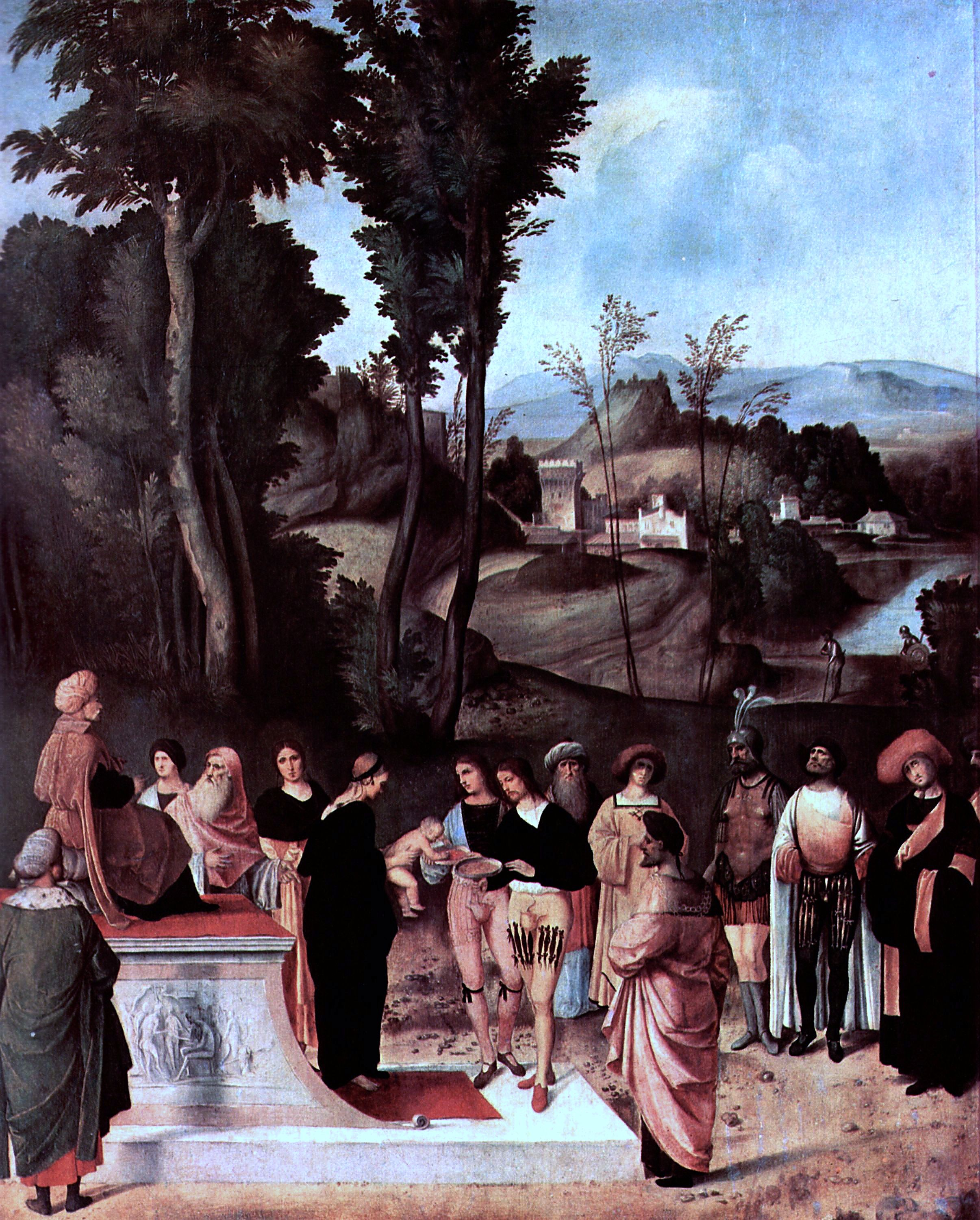
Giorgione: Proba de foc

### Proba de foc
Tabloul este atribuit de către majoritatea cercetătorilor lui Giorgione și este datat pe baza criteriilor stilistice între anii 1500-1505. El denotă încă o puternică influență a atelierului lui Bellini. Tabloul ilustrează o scenă dintr-o legendă despre copilăria lui Moise, care ar fi fost supus, copil fiind, unei probe de foc pentru a-i demonstra puterea supranaturală. Pruncul Moise trece nevătămat peste această probă cu jăratic.
Reprezentarea are în comun cu piesa de altar din Castelfranco aranjamentul scenic al personajelor și rolul important pe care-l joacă peisajul în ansamblul compozițional.

### Frescele pentru Fondaco dei Tedeschi
În anul 1507, lui Giorgione i se comandă o pictură pentru sala "consiliului celor Zece" din Palatul Dogilor, operă care, din păcate, nu s-a păstrat. O soartă asemănătoare au avut și frescele sale executate pe frontispiciul clădirii Fondaco dei Tedeschi (Casa breslei negustorilor germani), după ce aceasta a fost mistuită de un incendiu. Giorgione a lucrat aici la fațada principală, spre Canal Grande, Tițian, colegul său mai tânăr din atelierul lui  Giovanni Bellini,  a împodobit fațadele laterale. Frescele lui Giorgione, din care s-a păstrat un mic fragment reprezentând o femeie nudă ("Ignuda del Fondaco") conservat în Galleria Franchetti din Ca' d'Oro în Veneția, au fost terminate în 1508. Tematica frescelor a fost una ermetică, conform descrierilor martorilor de epocă, fiind probabil influențată de anturajul umanist al artistului. Fragmentul păstrat poate proveni dintr-o personificare a astrologiei.

### Venus dormind

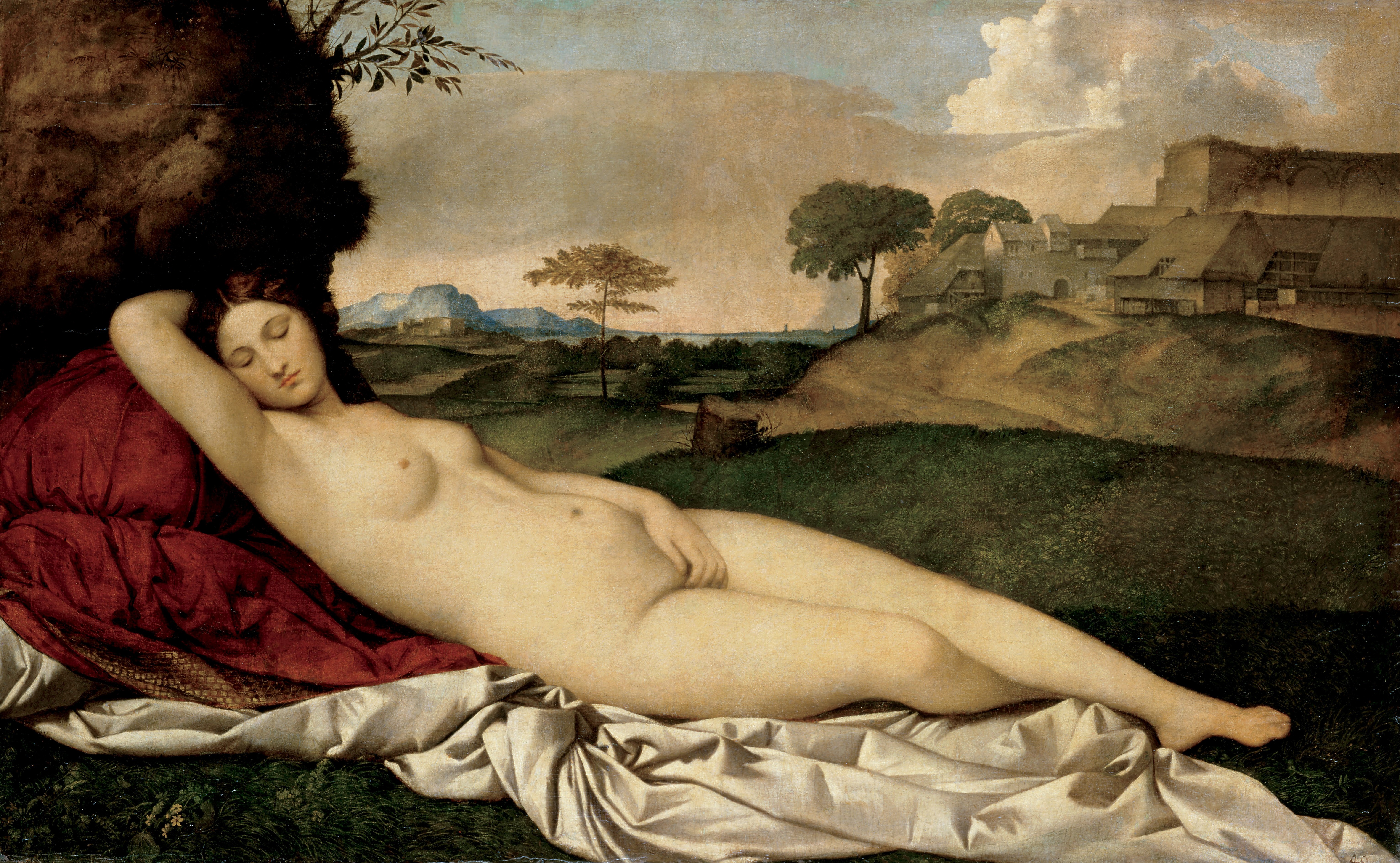
Giorgione: Venus dormind

Comenzile sporite l-au determinat pe Giorgione să-și deschidă un atelier propriu, unde lucrează pictori începători ca Tițian și Sebastiano del Piombo. Mai târziu, colaborarea strânsă care s-a realizat între cei trei pictori a produs istoricilor de artă mari dificultăți în stabilirea paternității unor picturi atribuite lui Giorgione, pentru că el nu-și semna operele. Nu este exclus ca la realizarea unui tablou să fi contribuit mai mulți artiști, lucru obșnuit în acel timp, cum este cazul cu tabloul Venus dormind, la care se bănuiește o intervenție finală a lui Tițian. Tițian este cel care a finalizat, conform mărturiei lui Marcantonio Michiel, peisajul și o figură a lui Cupidon. Această figură a fost acoperită în 1837, din cauza stării proaste de conservare a tabloului. Examinarea radiografică a pânzei a revelat existența acestui Cupidon în original. Tabloul, executat în jurul anului 1508 la comanda lui Girolamo Marcello, introduce o noutate ce va avea un succes uriaș în istoria de mai târziu a picturii: reprezentarea, fără nicio reținere, a nudului feminin. Este suficient să amintim aici "Venus din Urbino" a lui Tițian sau nimfele lui Lucas Cranach.

### Furtuna
Tabloul Furtuna ("La tempesta", 1507-1508), în care peisajul reprezintă pentru prima dată tema principală și nu numai un cadru convențional, a fost pictat cu o tehnică deosebită, ceea ce Vasari numește "stilul nou" ("maniera nuova"), fără un desen pregătit dinainte. Lucrarea îi este atribuită lui Giorgione de către Michiel, care avusese posibilitatea să o vadă în 1530 în colecția lui Gabriele Vendramin. Vendramin a sugerat, se pare, tema operei. 

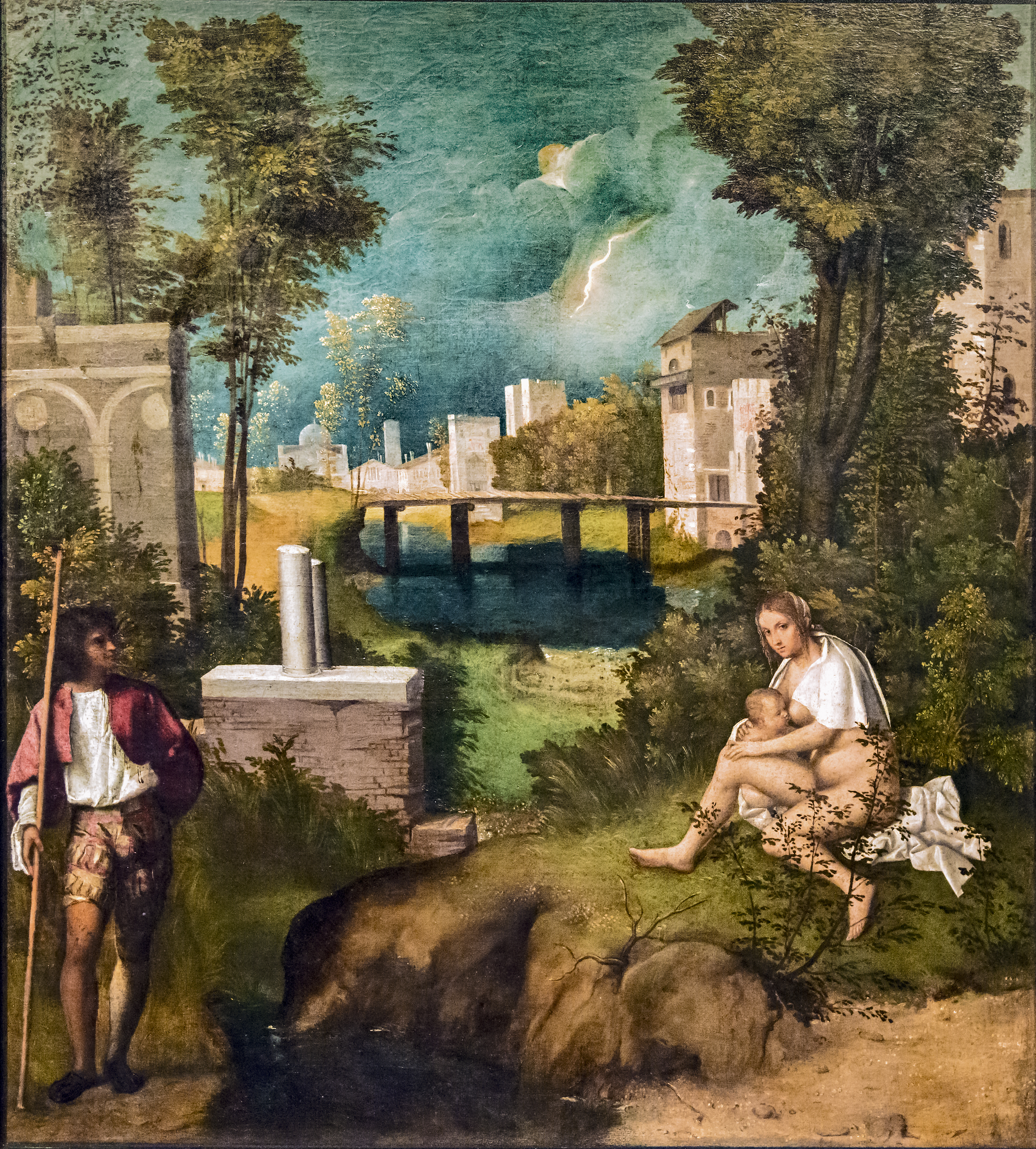
Giorgione: "Furtuna" (La tempesta)

Giorgione nu efectuează studii prealabile pe hârtie, ci aplică direct culoarea pe pânză, mulțumindu-se cu schițarea, cu pensula, a conturilor formelor de bază. Aceasta este explicația pentru faptul că, sub ultimul strat de vopsea, se pot descoperi urme ale unor motive pe care artistul le-a abandonat în cursul lucrului. Examinarea radiografică a pânzei a relevat faptul că, într-o primă versiune a lucrării, în locul tânărului din prim-plan apărea o femeie făcând baie. Acest fapt i-a determinat pe unii cercetători să atribuie lucrarea genului peisagistic. Există însă și studii iconografice care interpretează tematica lucrării cu ajutorul unor izvoare literare; astfel, în scenă este văzută despărțirea lui Paris de nimfa Oinona, ilustrarea visului lui Poliphilio, Dionis alături de Semele și Io, Zeus alături de Io ori legenda ermetică a nașterii lui Moise. Un cercetător precum Edgar Wind interpretează tema mult mai general, văzând în lucrare o alegorie pastorală a vieții omului. Soldatul întruchipează în această interpretare puterea (Fortitudo), femeia este Caritas. Virtutea masculină și cea feminină nu trebuie să se teamă de furtuna care se anunță.
Din punct de vedere stilistic, Furtuna reprezintă faza de maturitate în creația pictorului. Magistrală este viziunea naturalistă a vegetației și a ruinelor, culorile estompate de brusca lumină a unui fulger. Tematic, Giorgione alege deci tocmai starea cea mai perisabilă a reprezentării, cu totul dependentă de condițiile atmosferice ale scenei. 

### Apus de soare
Poate cea mai controversată operă a lui Giorgione este tabloul cunoscut sub numele de Apus de soare ("Il tramonto"), care reprezintă pe San Rocco și San Gottardo, pictat probabil sub impresia unei epidemii de ciumă ce s-a abătut în anul 1504 asupra peninsulei italice. Figura Sfântului Gheorghe cu balaurul în partea de sus din dreapta a tabloului a fost adăugată de un restaurator trei secole mai târziu. Specialiștii nu reușesc să interpreteze semnificația unui tablou în care monștrii de apă și cei de uscat sunt zugrăviți în același spațiu cu oamenii.

### Cei trei filosofi
Între anii 1508 și 1509, Giorgione realizează compoziția Cei trei filosofi ("I tre filosofi") pentru Taddeo Contarini. Și în acest caz există divergențe în legătură cu cele trei personaje reprezentate. Opinia cea mai răspândită este că nu ar fi vorba de filosofi, ci de cei trei magi din Răsărit care așteptă apariția stelei vestitoare a nașterii lui Christos. În acest tablou Giorgione se înfățișează pe sine în postura celui mai tânăr dintre cei trei înțelepți.
Tabloul este de obicei datat în legătură cu lucrările pentru Fondaco dei Tedeschi, tematica sa denotă aceeași preocupare cu subiectele esoterice.

### Laura
În Portretul unei tinere femei, cunoscut în mod tradițional și sub numele de "Laura", datorită ramurilor de laur ce se văd în spatele modelului, artistul a pictat probabil portretul unei curtezane din Veneția. Senzualitatea emanată de tablou întărește această presupunere, mai ales că Giorgione - așa cum notează Vasari - "era un mare iubitor al aventurilor amoroase (cose d'amore)".

"Apus de soare" (Il tramonto)
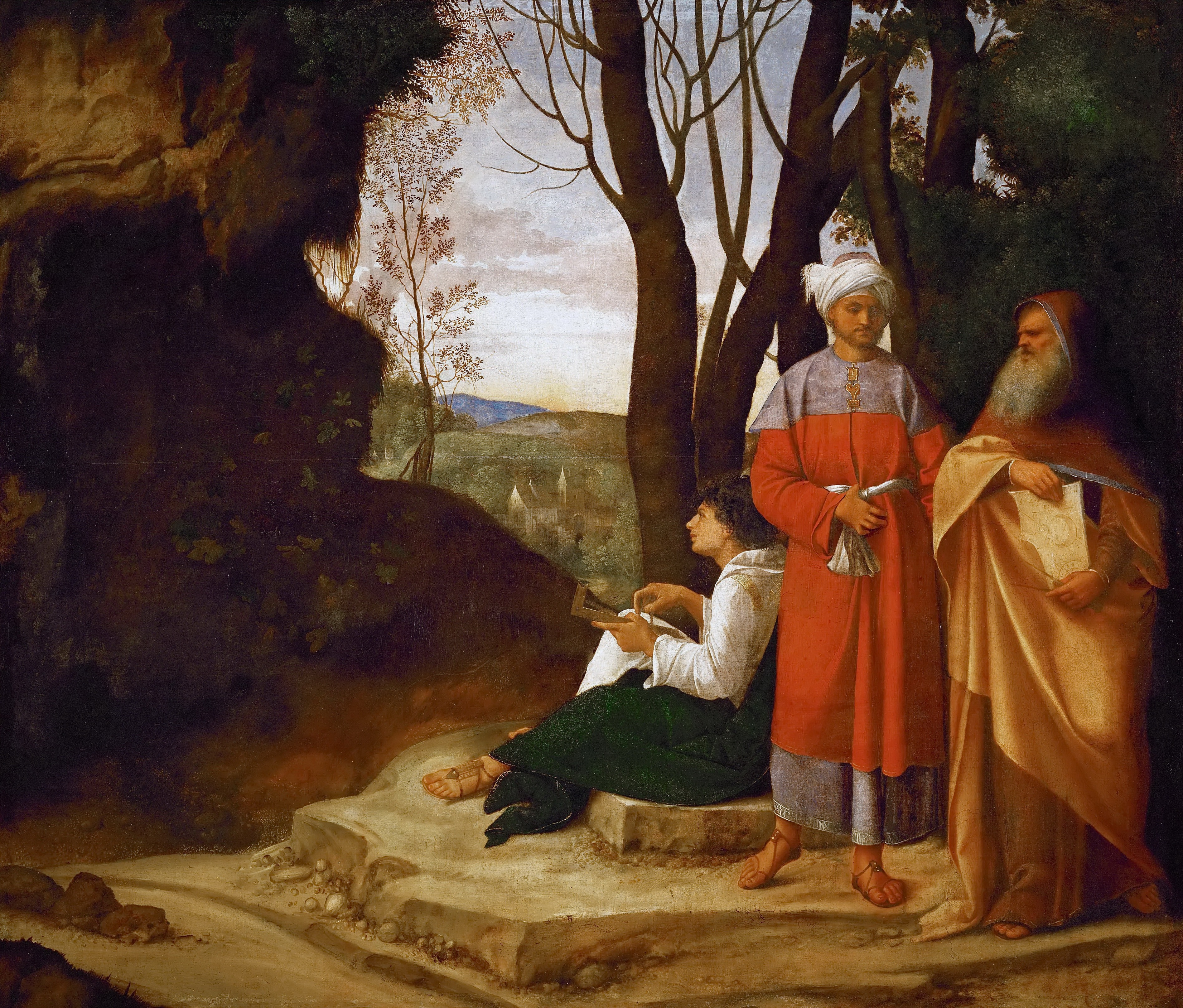
"Cei tre filosofi" (I tre filosofi)
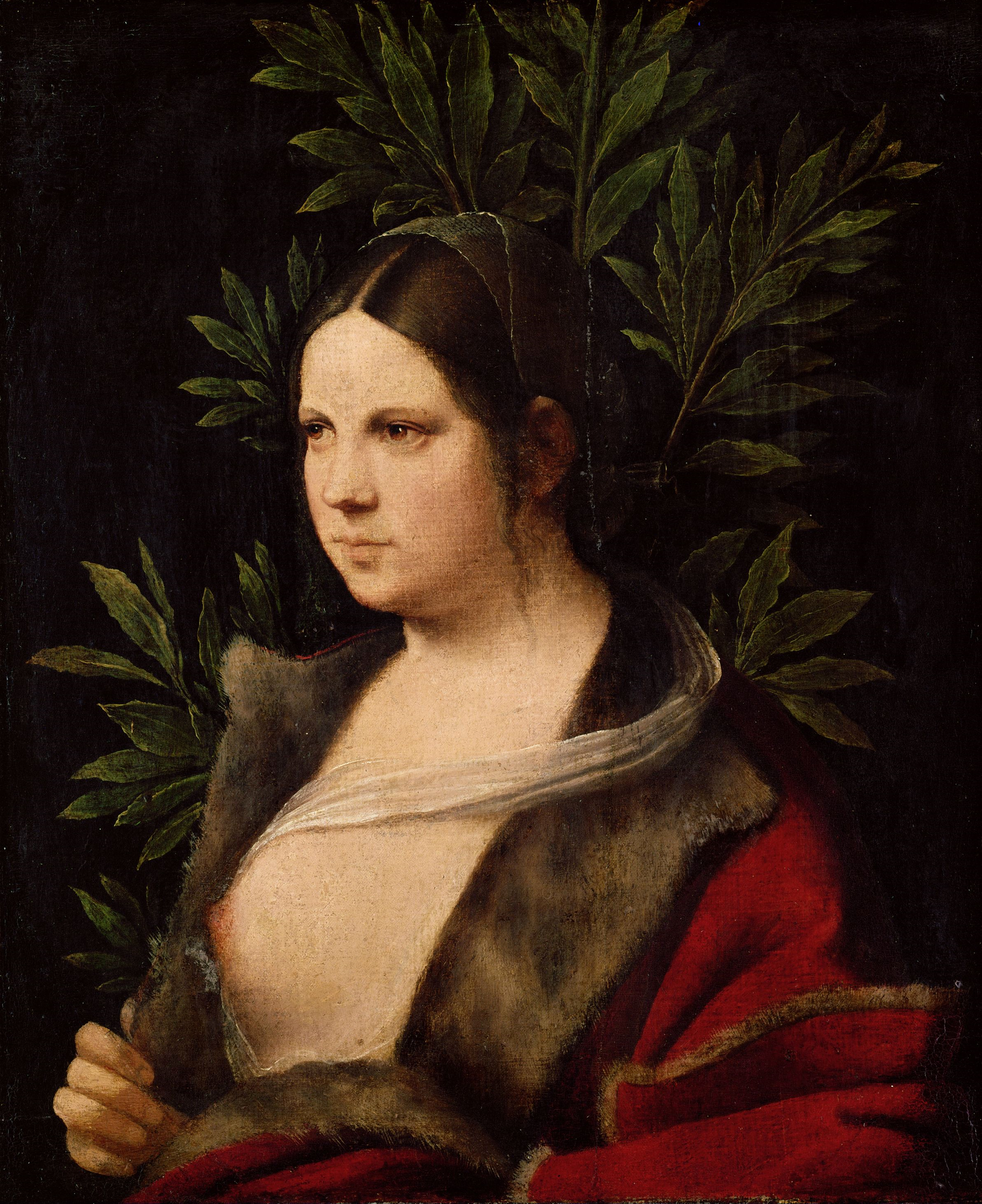
Laura
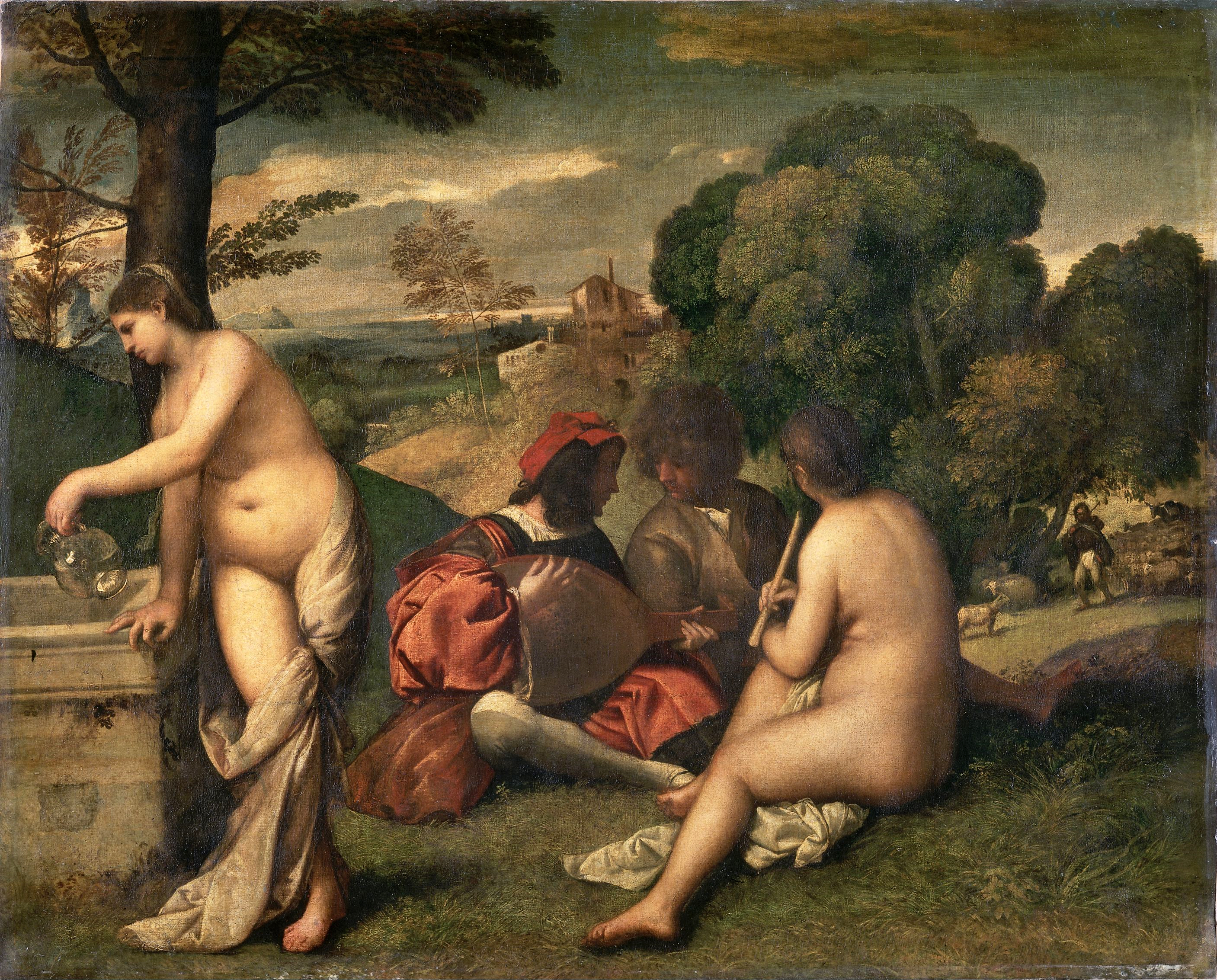
"Concert câmpenesc" (Concerto campestre)

### Concert câmpenesc
După majoritatea istoricilor de artă, tabloul Concert câmpenesc ("Concerto campestre") realizat între anii 1508 și 1510, ar fi opera exclusivă a lui Giorgione, deși o contribuție a lui Tițian nu este exclusă. Este surprinzătoare zugrăvirea laolaltă a nudurilor de femeie și a bărbaților îmbrăcați. "Dejunul pe iarbă" Arhivat în 13 septembrie 2006, la Wayback Machine. al lui Édouard Manet, care a provocat la vremea respectivă un imens scandal, este o variantă liberă a tabloului lui Giorgione. Tema arcadică corespunde preocupărilor pe care i le atribuie contemporanii lui Giorgione; frumusețea feminină, muzica, lirismul exprimat prin atmosferă și peisaj.

### Sfârșitul
Potrivit legendei, Giorgione avea trei pasiuni: pictura, muzica și dragostea. Și tocmai în aventurile amoroase ale pictorului găsește Vasari și explicația morții sale timpurii. Căci, susține el, pictorul o vizita și în timpul pustietoarei epidemii de ciumă din 1510 pe frumoasa lui amantă. O scrisoare a marchizei de Mantova, Isabella d'Este, menționează de asemenea faptul că artistul a căzut victimă epidemiei în toamna acelui an.
Tițian este, desigur, cel mai important elev al maestrului din Castelfranco. Însă și pictori precum Palma Vecchio (1480-1528), Savoldo (1480(?)-1548(?)) și Sebastiano del Piombo (1485-1547) sunt influențați de giorgionism.

## Controverse în cercetare
Scrierile lui Marcantonio Michiel despre colecțiile de artă venețiene, redactate între 1525 și 1543, constituie importante surse pentru opera lui Giorgione. Desele menționări ale artistului relevă prețuirea de care s-a bucurat opera sa în rândul contemporanilor. Baldassare Castiglione îl enumeră apoi, în Curtezanul din 1528, printre cei mai mari artiști ai renașterii, alături de Leonardo, Mantegna, Rafael și Michelangelo, Vasari consideră în 1550 că artistul și-a fermecat atât contemporanii cât și urmașii. Admirația pentru Giorgione a persistat și a devenit o sursă a controverselor dintre istoricii de artă.
Deoarece cercetarea dispune de foarte puține izvoare cu privire la viața artistului și doar de patru tablouri care îi pot fi atribuite acestuia cu certitudine, a apărut la începutul secolului al XX-lea o dispută între cercetătorii care tind să includă în corpul operei sale, bazându-se pe criterii stilistice, un mare număr de picturi (așa-numiții "pan-giorgioniști") și cei care îi asumă doar un număr foarte restrâns de lucrări.
Operele care îi pot fi atribuite lui Giorgione datorită martorilor de epocă sunt: 
- Tabloul de altar pentru catedrala din Castelfranco, menționat de către Ridolfi în 1648 drept operă a lui Giorgione.
- Laura, tablou cu o atribuție anterioară pe verso[42].
- Furtuna, tablou descris de către Michiel în cadrul colecțiilor lui Gabriele Vendramin.
- Cei trei filosofi, tablou descris de către Michiel în cadrul colecțiilor lui Taddeo Contarini.